# Tournée de l'équipe de France de rugby à XV en 1994
La tournée de l'équipe de France de rugby à XV de 1994 se déroule au Canada et Nouvelle-Zélande en juin et juillet 1994.
Les Français jouent dix matchs. Ils disputent trois test matchs contre le Canada et la Nouvelle-Zélande, ainsi que des matchs amicaux contre les équipes réserves de ces dernières et des équipes régionales néo-zélandaises.
L'équipe de France s'incline lors du test match contre le Canada, puis remporte les deux joués contre la Nouvelle-Zélande. Au total, elle remporte sept des dix matchs de la tournée.

## Composition de l'équipe de France

### Joueurs
Pour cette tournée, plusieurs joueurs déclarent forfaits : l'arrière Olivier Campan est remplacé par Stéphane Ougier qui est également remplacé par Sébastien Viars, le demi d'ouverture Pierre Montlaur est remplacé par Benoît Bellot tandis que le pilier Marc de Rougemont est remplacé par Christian Califano.
Le groupe de l'équipe de France se compose des joueurs suivants, :
| Entraîneur | Entraîneur             | Pierre Berbizier |
| Avants     | Pilier                 | Louis Armary (FC Lourdes), Laurent Bénézech (Racing CF), Christian Califano (Stade toulousain), Marc de Rougemont (RC Toulon), Laurent Seigne (AS Mérignac) |
| Avants     | Talonneur              | Jean-Michel Gonzalez (Aviron bayonnais), Jean-François Tordo (RRC Nice)                                                                                     |
| Avants     | Deuxième ligne         | Olivier Brouzet (FC Grenoble), Olivier Merle (FC Grenoble), Olivier Roumat (US Dax)                                                                         |
| Avants     | Troisième ligne aile   | Abdelatif Benazzi (SU Agen), Xavier Blond (Racing CF), Laurent Cabannes (Racing CF), Léon Loppy (RC Toulon)                                                 |
| Avants     | Troisième ligne centre | Philippe Benetton (SU Agen), Marc Cécillon (CS Bourgoin-Jallieu), Sylvain Dispagne (RC Narbonne)                                                            |
| Arrières   | Demi de mêlée          | Guy Accoceberry (CA Bordeaux Bègles), Alain Macabiau (USA Perpignan)                                                                                        |
| Arrières   | Demi d'ouverture       | Benoît Bellot (SC Graulhet), Christophe Deylaud (Stade toulousain), Pierre Montlaur (SU Agen)                                                               |
| Arrières   | Centre                 | Philippe Carbonneau (Stade toulousain), Yann Delaigue (RC Toulon), Thierry Lacroix (US Dax), Franck Mesnel (Racing CF), Philippe Sella (SU Agen)            |
| Arrières   | Ailier                 | Laurent Leflamand (Lyon OU), Émile Ntamack (Stade toulousain), Philippe Saint-André (AS Montferrand), William Téchoueyres (Stade bordelais UC)              |
| Arrières   | Arrière                | Olivier Campan (SU Agen), Stéphane Ougier (Stade toulousain), Jean-Luc Sadourny (US Colomiers), Sébastien Viars (CA Brive)                                  |

### Encadrement
L'encadrement technique se compose de Guy Laporte (directeur de la tournée), Pierre Berbizier (entraîneur), Christophe Mombet (entraîneur adjoint), Marc Bichon (médecin), Xavier Gousse (kinésithérapeute), Hervé Didelot (intendant) et Ian Borthwick (interprète).

## Historique
Alors que la pratique du rugby à XV mue dans les années 1990 et acte son passage vers la professionnalisation, cette tournée est considérée comme la dernière tournée « à l'ancienne » de l'équipe de France.
La tournée commence avec deux matchs au Canada. Après une première rencontre contre l'équipe réserve du Canada, l'équipe de France affronte son homologue canadienne. Alors que les locaux mènent 18 à 16 à la 69e minute, la rencontre est marquée par l'expulsion du Français Philippe Sella pour sa 99e cape, près de 40 minutes après l'expulsion du Canadien Mark Cardinal. Les Français s'inclinent finalement sur ce score. En commission d'après-match, la sanction assortie au carton rouge de Sella est établie à un seul match de suspension, hors test-match.
La tournée se poursuit par la suite en Nouvelle-Zélande, avec huit matchs, dont deux test-matchs face aux All Blacks et un contre leur équipe réserve. Les Français parviennent à vaincre les All Blacks à deux reprises, 8 à 22 à Christchurch, puis 20 à 23 à l'Eden Park d'Auckland.

## Résultats
| Date           | Lieu                                               | Hôte                | Score   | Équipe en tournée |
| -------------- | -------------------------------------------------- | ------------------- | ------- | ----------------- |
| 1er juin 1994  | Fletcher's Fields (en), Markham                    | Canada B            | 31 - 34 | France XV         |
| 4 juin 1994    | Twin Elm Rugby Park (en), Nepean                   | Canada              | 18 - 16 | France            |
| 9 juin 1994    | Okara Park, Whangarei                              | Northland           | 23 - 28 | France XV         |
| 12 juin 1994   | Onewa Domain, Auckland                             | North Harbour       | 27 - 23 | France XV         |
| 15 juin 1994   | Cameron and Soldiers Memorial Park (en), Masterton | Wairarapa Bush      | 9 - 53  | France XV         |
| 18 juin 1994   | Cooks Gardens (en), Wanganui                       | Nouvelle-Zélande XV | 25 - 33 | France XV         |
| 22 juin 1994   | Trafalgar Park                                     | Nelson Bays (en)    | 18 - 46 | France XV         |
| 26 juin 1994   | Lancaster Park, Christchurch                       | Nouvelle-Zélande    | 8 - 22  | France            |
| 29 juin 1994   | McLean Park, Napier                                | Hawke's Bay         | 30 - 25 | France XV         |
| 3 juillet 1994 | Eden Park, Auckland                                | Nouvelle-Zélande    | 20 - 23 | France            |

## Détail des matchs

### Canada B - France XV
| 1er juin 1994 | Canada B | 31 - 34 (18 - 10) | France XV | Fletcher's Fields (en), Markham Beau temps, belle pelouse. Vent violent en première mi-temps en faveur du Canada, baissant après le repos. env. 2 000 spectateurs Arbitre : David Steele (Ontario) |
| 1er juin 1994 | Essai(s) : 1 Smith (78e) Transformation(s) : 1 Ross (78e) Pénalité(s) : 8 Ross (1re, 6e, 10e, 31e, 38e, 40e, 63e, 70e) | Rapport           | Essai(s) : 4 Bellot (4e), Leflamand (29e), Tordo (56e), Viars (76e) Transformation(s) : 1 Bellot (56e) Pénalité(s) : 4 Bellot (42e, 47e, 64e, 71e) | Fletcher's Fields (en), Markham Beau temps, belle pelouse. Vent violent en première mi-temps en faveur du Canada, baissant après le repos. env. 2 000 spectateurs Arbitre : David Steele (Ontario) |
| 1er juin 1994 | | Rapport           | | Fletcher's Fields (en), Markham Beau temps, belle pelouse. Vent violent en première mi-temps en faveur du Canada, baissant après le repos. env. 2 000 spectateurs Arbitre : David Steele (Ontario) |

| Canada B · Titulaires · Scott MacKinnon 15 · Winston Stanley 14 · Jeff Williams (en) 13 · Dennis Clarke 12 · Courtney Smith 11 · Bobby Ross 10 · Ian MacKay 90 · Mike Schmid (en) 80 · John Hutchinson (en) 70 · Bruce Breen (en) 60 · Chris Whittaker 50 · 58e Glen Ennis 40 · Richard Bice 30 · Karl Svoboda 20 · 42e Kevin Wirachowski 10 · Remplaçants · 42e Cornish 16 · 58e Rod Snow 17 · Entraîneurs · |  | France XV · Titulaires · 15 Sébastien Viars · 14 Laurent Leflamand · 13 Franck Mesnel · 12 Yann Delaigue · 11 William Téchoueyres · 10 Benoît Bellot · 09 Guy Accoceberry · 08 Sylvain Dispagne · 07 Xavier Blond 43e · 06 Léon Loppy · 05 Olivier Brouzet · 04 Marc Cécillon · 03 Laurent Seigne · 02 Jean-François Tordo · 01 Louis Armary 79e · Remplaçants · 16 Abdelatif Benazzi 43e · 17 Laurent Bénézech 79e · Entraîneur · Pierre Berbizier |

### Canada - France
| 4 juin 1994 | Canada                                                                                    | 18 - 16 (12 - 6) | France | Twin Elm Rugby Park (en), Nepean Temps chaud, pelouse haute env. 4 000 spectateurs Arbitre : Ian Rogers (en) |
| 4 juin 1994 | Pénalité(s) : 6 Rees (10e, 18e, 37e, 40e, 43e, 52e) Carton(s) rouge(s) : 1 Cardinal (30e) | Rapport          | Essai(s) : 1 Ntamack (47e) Transformation(s) : 1 Lacroix (47e) Pénalité(s) : 3 Lacroix (7e, 13e, 53e) Carton(s) rouge(s) : 1 Sella (69e) | Twin Elm Rugby Park (en), Nepean Temps chaud, pelouse haute env. 4 000 spectateurs Arbitre : Ian Rogers (en) |
| 4 juin 1994 |                                                                                           | Rapport          | | Twin Elm Rugby Park (en), Nepean Temps chaud, pelouse haute env. 4 000 spectateurs Arbitre : Ian Rogers (en) |

| Canada · Titulaires · Scott Stewart 15 · Ron Toews (en) 14 · Steve Gray (en) 13 · Ian Stuart (en) 12 · Dave Lougheed 11 · Gareth Rees 10 · John Graf 90 · 33e Colin McKenzie 80 · Gord MacKinnon 70 · Ian Gordon (en) 60 · Mike James 50 · Al Charron 40 · Dan Jackart 30 · 30e Mark Cardinal 20 · Eddie Evans 10 · Remplaçants · 33e Karl Svoboda 16 · Entraîneurs · Ian Birtwell (en) |  | France · Titulaires · 15 Jean-Luc Sadourny · 14 Émile Ntamack · 13 Philippe Sella 69e · 12 Thierry Lacroix · 11 Philippe Saint-André 67e · 10 Christophe Deylaud · 09 Alain Macabiau · 08 Abdelatif Benazzi · 07 Laurent Cabannes · 06 Philippe Benetton · 05 Olivier Roumat · 04 Olivier Merle · 03 Laurent Seigne · 02 Jean-Michel Gonzalez · 01 Laurent Bénézech · Remplaçants · 16 Sébastien Viars 67e · Entraîneur · Pierre Berbizier |

### Northland - France XV
| 9 juin 1994 | Northland                                                                       | 23 - 28 (9 - 11) | France XV | Okara Park, Whangarei Temps doux, excellente pelouse env. 10 000 spectateurs Arbitre : Glenn Wahlstrom (Auckland) |
| 9 juin 1994 | Essai(s) : 1 Davis (56e) Pénalité(s) : 6 Johnston (6e, 20e, 40e, 46e, 60e, 63e) | Rapport          | Essai(s) : 3 Leflamand (32e, 42e), Benazzi (77e) Transformation(s) : 2 Lacroix (42e, 77e) Pénalité(s) : 3 Deylaud (24e), Lacroix (37e, 69e) | Okara Park, Whangarei Temps doux, excellente pelouse env. 10 000 spectateurs Arbitre : Glenn Wahlstrom (Auckland) |
| 9 juin 1994 |                                                                                 | Rapport          | | Okara Park, Whangarei Temps doux, excellente pelouse env. 10 000 spectateurs Arbitre : Glenn Wahlstrom (Auckland) |

| Northland · Titulaires · Norm Berryman 15 · Richard Watts 14 · Milton Going 13 · Roscoe Dunn 12 · Sam Davis 11 · Warren Johnston 10 · Alan Goodhew 90 · Justin Collins ou Fereti Fa'asuamaleuai 80 · Adrian Going 70 · Glenn Taylor (en) 60 · John Pickering 50 · Geoff Crawford 40 · 42e Con Barrell (en) 30 · Doug Te Puni 20 · Jason Barrell (en) 10 · Remplaçants · 42e Lance Davies 16 · Entraîneurs · Sid Going |  | France XV Titulaires 15 Jean-Luc Sadourny 14 William Téchoueyres 13 Yann Delaigue 12 Thierry Lacroix 11 Laurent Leflamand 10 Christophe Deylaud 09 Guy Accoceberry 08 Sylvain Dispagne 07 Laurent Cabannes 06 Léon Loppy 05 Olivier Roumat 04 Abdelatif Benazzi 03 Christian Califano 02 Jean-Michel Gonzalez 01 Laurent Bénézech Entraîneur Pierre Berbizier |

### North Harbour - France XV
| 12 juin 1994 | North Harbour | 27 - 23 (21 - 6) | France XV | Onewa Domain, Northcote Temps doux et ensoleillé, vent léger et soleil en faveur de North Harbour, puis de la France. env. 15 000 spectateurs Arbitre : Steve Walsh Snr (Wellington) |
| 12 juin 1994 | Essai(s) : 2 Osborne (25e), Strachan (en) (31e) Transformation(s) : 1 Burton Pénalité(s) : 5 Burton (3e, 16e, 38e, 44e, 67e) | Rapport          | Essai(s) : 2 Merle (48e), Delaigue (72e) Transformation(s) : 2 Bellot (48e, 72e) Pénalité(s) : 1 Bellot (11e) Drop(s) : 2 Bellot (36e), Macabiau (65e) | Onewa Domain, Northcote Temps doux et ensoleillé, vent léger et soleil en faveur de North Harbour, puis de la France. env. 15 000 spectateurs Arbitre : Steve Walsh Snr (Wellington) |
| 12 juin 1994 | | Rapport          | | Onewa Domain, Northcote Temps doux et ensoleillé, vent léger et soleil en faveur de North Harbour, puis de la France. env. 15 000 spectateurs Arbitre : Steve Walsh Snr (Wellington) |

| North Harbour · Titulaires · Glen Osborne 15 · Peter Woods 14 · Frank Bunce 13 · Walter Little 12 · Eric Rush 11 · Warren Burton 10 · Ant Strachan (en) 90 · 56e Richard Turner (en) 80 · Liam Barry (en) 70 · Blair Larsen 60 · David Mayhew 50 · Ian Jones 40 · Ron Williams (en) 30 · Slade McFarland (en) 20 · Gavin Walsh 10 · Remplaçants · 56e Willie Los'e (en) 16 · Entraîneurs · Brad Meurant |  | France XV · Titulaires · 15 Jean-Luc Sadourny · 14 Sébastien Viars · 13 Philippe Sella · 12 Yann Delaigue · 11 Philippe Saint-André 64e 67e · 10 Benoît Bellot · 09 Alain Macabiau · 08 Marc Cécillon · 07 Laurent Cabannes · 06 Philippe Benetton · 05 Olivier Brouzet · 04 Olivier Merle · 03 Christian Califano · 02 Jean-François Tordo · 01 Louis Armary · Remplaçants · 16 William Téchoueyres 64e 67e · Entraîneur · Pierre Berbizier |

### Wairarapa Bush - France XV
| 15 juin 1994 | Wairarapa Bush                                           | 9 - 53 (6 - 27) | France XV | Memorial Park (en), Masterton Temps frais et dégagé, averse en seconde mi-temps. Pelouse lourde. env. 7 000 spectateurs Arbitre : Rodney Hill (Wellington) |
| 15 juin 1994 | Pénalité(s) : 2 Bush (19e, 29e) Drop(s) : 1 Roache (45e) | Rapport         | Essai(s) : 8 Loppy (23e), Ntamack (27e, 40e), Leflamand (37e, 66e), Lacroix (44e), Gonzalez (51e), Viars (71e) Transformation(s) : 5 Lacroix (3), Deylaud (2) Drop(s) : 1 Lacroix (34e) | Memorial Park (en), Masterton Temps frais et dégagé, averse en seconde mi-temps. Pelouse lourde. env. 7 000 spectateurs Arbitre : Rodney Hill (Wellington) |
| 15 juin 1994 |                                                          | Rapport         | | Memorial Park (en), Masterton Temps frais et dégagé, averse en seconde mi-temps. Pelouse lourde. env. 7 000 spectateurs Arbitre : Rodney Hill (Wellington) |

| Wairarapa Bush · Titulaires · Quentin O'Neale 15 · Dean Spicer 14 · Peter Noble 13 · Shane Brown 12 · Blair Percy 11 · Paul Roache 10 · Neil Foote 90 · John Cummings 80 · Bruce Bowie 70 · Dean Bassett 60 · John Hutchins 50 · Vernon Boyce 40 · Shane Coley 30 · 16e Matthew Hoggard 20 · Mervyn Mason 10 · Remplaçants · 16e Nicholas O'Neale 16 · Entraîneurs · Ritchie Robertson |  | France XV · Titulaires · 15 Sébastien Viars · 14 Émile Ntamack · 13 Philippe Sella 40e · 12 William Téchoueyres · 11 Laurent Leflamand · 10 Thierry Lacroix · 09 Guy Accoceberry · 08 Sylvain Dispagne · 07 Xavier Blond · 06 Léon Loppy · 05 Olivier Brouzet · 04 Marc Cécillon · 03 Laurent Seigne 57e · 02 Jean-Michel Gonzalez · 01 Laurent Bénézech · Remplaçants · 16 Louis Armary 57e · 17 Christophe Deylaud 40e · Entraîneur · Pierre Berbizier |

### Nouvelle-Zélande XV - France XV
| 18 juin 1994 | Nouvelle-Zélande XV | 25 - 33 (17 - 18) | France XV | Cooks Gardens (en), Wanganui Temps frais et ensoleillé ; léger vent en faveur de la France puis de la Nouvelle-Zélande env. 9 000 spectateurs Arbitre : Paddy O'Brien (Southland) |
| 18 juin 1994 | Essai(s) : 3 Little (23e), de pénalité (33e), Dowd (52e) Transformation(s) : 2 Howarth Pénalité(s) : 2 Howarth (15e, 59e) | Rapport           | Essai(s) : 4 Gonzalez (25e), Benazzi (41e, 80e+2), Saint-André (72e) Transformation(s) : 2 Lacroix Pénalité(s) : 3 Lacroix (4e, 38e, 47e) | Cooks Gardens (en), Wanganui Temps frais et ensoleillé ; léger vent en faveur de la France puis de la Nouvelle-Zélande env. 9 000 spectateurs Arbitre : Paddy O'Brien (Southland) |
| 18 juin 1994 | | Rapport           | | Cooks Gardens (en), Wanganui Temps frais et ensoleillé ; léger vent en faveur de la France puis de la Nouvelle-Zélande env. 9 000 spectateurs Arbitre : Paddy O'Brien (Southland) |

| Nouvelle-Zélande XV · Titulaires · Shane Howarth 15 · 53e Jeff Wilson 14 · Alama Ieremia 13 · Walter Little 12 · Eric Rush 11 · Marc Ellis 10 · Ofisa Tonu'u 90 · John Mitchell 80 · Michael Jones 70 · Jamie Joseph 60 · 50e Richard Fromont (en) 50 · Steve Gordon (en) 40 · Craig Dowd 30 · Norm Hewitt (en) 20 · Mark Allen 10 · Remplaçants · 50e Glenn Taylor (en) 16 · 53e George Konia (en) 17 · Entraîneurs · Lin Colling (en) · Earle Kirton |  | France XV · Titulaires · 15 Jean-Luc Sadourny · 14 Émile Ntamack · 13 Philippe Sella · 12 Thierry Lacroix · 11 Philippe Saint-André · 10 Christophe Deylaud · 09 Guy Accoceberry · 08 Philippe Benetton 31e 38e 65e · 07 Laurent Cabannes · 06 Abdelatif Benazzi · 05 Olivier Roumat · 04 Olivier Merle · 03 Laurent Seigne 53e · 02 Jean-Michel Gonzalez · 01 Laurent Bénézech 20e 23e · Remplaçants · 16 Louis Armary 20e 23e · 17 Christian Califano 53e · 18 Xavier Blond 31e 38e 65e · Entraîneur · Pierre Berbizier |

### Nelson Bays - France XV
| 22 juin 1994 | Nelson Bays (en)                                                                                            | 18 - 46 (6 - 8) | France XV | Trafalgar Park, Nelson Vent en faveur de Nelson Bays puis de l'équipe de France ; soleil gênant face à Nelson Bays puis à l'équipe de France. Temps frais, bonne pelouse. env. 6 000 spectateurs Arbitre : Alan Riley (Waikato) |
| 22 juin 1994 | Essai(s) : 2 Matakaiongo (72e), Fitisemanu (80e) Transformation(s) : 1 Lott Pénalité(s) : 2 Lott (30e, 35e) | Rapport         | Essai(s) : 6 Leflamand (5e, 79e), Carbonneau (45e, 75e, 77e), Téchoueyres (68e) Transformation(s) : 5 Bellot Pénalité(s) : 2 Bellot (20e, 65e) Carton(s) rouge(s) : 1 Blond (70e) | Trafalgar Park, Nelson Vent en faveur de Nelson Bays puis de l'équipe de France ; soleil gênant face à Nelson Bays puis à l'équipe de France. Temps frais, bonne pelouse. env. 6 000 spectateurs Arbitre : Alan Riley (Waikato) |
| 22 juin 1994 | | Rapport         | | Trafalgar Park, Nelson Vent en faveur de Nelson Bays puis de l'équipe de France ; soleil gênant face à Nelson Bays puis à l'équipe de France. Temps frais, bonne pelouse. env. 6 000 spectateurs Arbitre : Alan Riley (Waikato) |

| Nelson Bays · Titulaires · Michael Hodgkinson 15 · Cooper 14 · Colin Benge 13 · Bers 12 · William Havili 11 · Colin Lott 10 · Calder 90 · Inch 80 · 72e Murray Henderson (en) 70 · Tom Matakaiongo 60 · Duncan Cavaye 50 · Gary Smith 40 · Doug Murcott 30 · Carter 20 · Pouesi Fitisemanu 10 · Remplaçants · 72e Steven Maxwell 16 · Entraîneurs · Kelvin Farrington |  | France XV · Titulaires · 15 Sébastien Viars · 14 William Téchoueyres · 13 Yann Delaigue · 12 Philippe Carbonneau · 11 Laurent Leflamand · 10 Benoît Bellot · 09 Alain Macabiau · 08 Sylvain Dispagne · 07 Xavier Blond 70e · 06 Léon Loppy · 05 Olivier Brouzet · 04 Marc Cécillon · 03 Laurent Seigne · 02 Jean-Michel Gonzalez · 01 Louis Armary · Entraîneur · Pierre Berbizier |

### Nouvelle-Zélande - France
| 26 juin 1994 | Nouvelle-Zélande                                           | 8 - 22 (3 - 9) | France | Lancaster Park, Christchurch Temps gris. Température fraîche. Pelouse en bon état. Brouillard. 30 000 spectateurs Arbitre : Derek Bevan |
| 26 juin 1994 | Essai(s) : 1 Bunce (75e) Pénalité(s) : 1 Cooper (en) (14e) | Rapport        | Essai(s) : 1 Benetton (61e) Transformation(s) : 1 Lacroix (61e) Pénalité(s) : 2 Lacroix (37e, 64e) Drop(s) : 3 Sadourny (27e), Deylaud (32e, 43e) | Lancaster Park, Christchurch Temps gris. Température fraîche. Pelouse en bon état. Brouillard. 30 000 spectateurs Arbitre : Derek Bevan |
| 26 juin 1994 |                                                            | Rapport        | | Lancaster Park, Christchurch Temps gris. Température fraîche. Pelouse en bon état. Brouillard. 30 000 spectateurs Arbitre : Derek Bevan |

| Nouvelle-Zélande · Titulaires · John Timu 15 · John Kirwan 14 · Frank Bunce 13 · Matthew Cooper (en) 12 · Jonah Lomu 11 · Simon Mannix 10 · Stu Forster (en) 90 · Arran Pene (en) 80 · Mike Brewer 70 · Blair Larsen 60 · Ian Jones 50 · 32e Mark Cooksley (en) 40 · Richard Loe 30 · Sean Fitzpatrick 20 · Olo Brown 10 · Remplaçants · 32e Zinzan Brooke 16 · Entraîneurs · Laurie Mains · |  | France · Titulaires · 15 Jean-Luc Sadourny · 14 Émile Ntamack · 13 Philippe Sella · 12 Thierry Lacroix · 11 Philippe Saint-André · 10 Christophe Deylaud · 09 Guy Accoceberry · 08 Philippe Benetton · 07 Laurent Cabannes · 06 Abdelatif Benazzi · 05 Olivier Roumat · 04 Olivier Merle · 03 Christian Califano · 02 Jean-Michel Gonzalez · 01 Laurent Bénézech · Remplaçants · 16 Louis Armary · 17 Marc Cécillon · 18 Sébastien Viars · Entraîneur · Pierre Berbizier |

### Hawke's Bay - France XV
| 29 juin 1994 | Hawke's Bay | 30 - 25 (3 - 15) | France XV | McLean Park, Napier Temps froid et ensoleillé ; vent fort en faveur de la France puis d'Hawke's Bay. Arbitre : Colin Hawke (South Canterbury) |
| 29 juin 1994 | Essai(s) : 4 Falcon (en) (56e, 60e), Hewitt (en) (69e), de pénalité (74e) Transformation(s) : 2 McLeod Pénalité(s) : 1 Cunningham (en) (24e) Drop(s) : 1 McLeod | Rapport          | Essai(s) : 3 Tordo (32e), Viars (39e), de pénalité (52e) Transformation(s) : 2 Bellot Pénalité(s) : 2 Bellot (14e, 47e) | McLean Park, Napier Temps froid et ensoleillé ; vent fort en faveur de la France puis d'Hawke's Bay. Arbitre : Colin Hawke (South Canterbury) |
| 29 juin 1994 | | Rapport          | | McLean Park, Napier Temps froid et ensoleillé ; vent fort en faveur de la France puis d'Hawke's Bay. Arbitre : Colin Hawke (South Canterbury) |

| Nouvelle-Zélande Titulaires Jarrod Cunningham (en) 15 Aaron Hamilton 14 George Konia (en) 13 Murdoch Paewai 12 Tony Maidens 11 Ross McLeod 10 John Bradbrook 90 Gordon Falcon (en) 80 Dallas Seymour (en) 70 Dustin Watts 60 Mark Atkinson 50 Chris Gibbes 40 Orcades Crawford (en) 30 Norm Hewitt (en) 20 Ward Maere 10 Entraîneurs John Phillips |  | France · Titulaires · 15 Sébastien Viars · 14 Émile Ntamack · 13 Philippe Carbonneau · 12 Yann Delaigue 48e · 11 Laurent Leflamand ou William Téchoueyres · 10 Benoît Bellot · 09 Alain Macabiau 40e · 08 Marc Cécillon · 07 Sylvain Dispagne · 06 Léon Loppy · 05 Olivier Roumat 46e · 04 Olivier Brouzet · 03 Laurent Seigne · 02 Jean-François Tordo · 01 Louis Armary · Remplaçants · 16 Olivier Merle 46e · 17 Guy Accoceberry 40e · Entraîneur · Pierre Berbizier |

### Nouvelle-Zélande - France
| 3 juillet 1994 | Nouvelle-Zélande                                                                    | 20 - 23 (9 - 13) | France | Eden Park, Auckland Temps pluvieux, bon terrain. 40 000 spectateurs Arbitre : Derek Bevan |
| 3 juillet 1994 | Essai(s) : 1 Fitzpatrick (55e) Pénalité(s) : 5 Cooper (en) (3e, 12e, 36e, 60e, 66e) | Rapport          | Essai(s) : 2 Ntamack (29e), Sadourny (79e) Transformation(s) : 2 Lacroix (29e), Deylaud (79e) Pénalité(s) : 3 Lacroix (1re, 39e), Deylaud (64e) | Eden Park, Auckland Temps pluvieux, bon terrain. 40 000 spectateurs Arbitre : Derek Bevan |
| 3 juillet 1994 |                                                                                     | Rapport          | | Eden Park, Auckland Temps pluvieux, bon terrain. 40 000 spectateurs Arbitre : Derek Bevan |

| Nouvelle-Zélande · Titulaires · John Timu 15 · John Kirwan 14 · Frank Bunce 13 · Matthew Cooper (en) 12 · Jonah Lomu 11 · Stephen Bachop 10 · Stu Forster (en) 90 · 76e Zinzan Brooke 80 · Mike Brewer 70 · Blair Larsen 60 · Ian Jones 50 · Mark Cooksley (en) 40 · Richard Loe 30 · Sean Fitzpatrick 20 · Olo Brown 10 · Remplaçants · 76e Arran Pene (en) 16 · Entraîneurs · Laurie Mains · |  | France · Titulaires · 15 Jean-Luc Sadourny · 14 Émile Ntamack · 13 Philippe Sella · 12 Thierry Lacroix 48e · 11 Philippe Saint-André · 10 Christophe Deylaud · 09 Guy Accoceberry · 08 Philippe Benetton 73e · 07 Laurent Cabannes · 06 Abdelatif Benazzi · 05 Olivier Roumat · 04 Olivier Merle · 03 Christian Califano 50e 55e · 02 Jean-Michel Gonzalez · 01 Laurent Bénézech · Remplaçants · 16 Louis Armary 50e 55e · 17 Xavier Blond 73e 79e · 18 Olivier Brouzet 79e · 19 Yann Delaigue 48e · Entraîneur · Pierre Berbizier |